# Archer (Notabelngeschlecht)

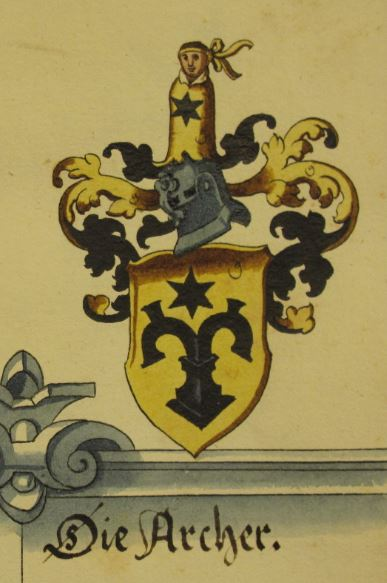
Wappen Archer, im Wappenbuch des Hans Ulrich Fisch, 1622

Die Familie Archer war eine Berner Notabelnfamilie, die spätestens 1414 das Burgerrecht der Stadt Bern besass, der Gesellschaft zu Pfistern angehörte und 1742 im Mannsstamm erlosch.

## Geschichte
Simon Archer († 1458) gelangte 1414 in den Grossen Rat der Stadt Bern, dann in den Kleinen Rat und wurde Venner zu Pfistern. Insgesamt stellten die Archer dreimal den Pfisternvenner, Anton Archer wurde Seckelmeister Berns. Nachdem im 15. und 16. Jahrhundert beinahe alle Archer in den Kleinen Rat gelangt waren, schaffte diesen Sprung nach 1654 keiner mehr. Die zahlenmässig geringe Familie bekleidete zunehmend unbedeutendere Ämter.
1742 starb das Geschlecht mit dem Offizier und Kornhüter Hans Jakob Archer aus.

## Personen
- Anton Archer († 1505), Venner und Seckelmeister der Stadt Bern